# Dermatosis neutrofílicas
En medicina, se conoce con el nombre de dermatosis neutrofílicas a un conjunto de enfermedades relacionadas entre sí, que se caracterizan por la aparición de lesiones inflamatorias que no son de origen infeccioso y responden favorablemente al tratamiento con medicamentos antiinflamatorios de la familia de los corticosteroides. Aunque las manifestaciones principales se producen en la piel, puede existir afectación de otros órganos. En ocasiones las dermatosis neutrofílicas se asocian a otras enfermedades graves como el linfoma. Las lesiones de la piel observadas al microscopio presentan un aspecto peculiar, con fenómenos inflamatorios e infiltrado por neutrófilos, de donde proviene el nombre. Los neutrófilos son un tipo de células del sistema inmunitario que participan en la defensa del organismo contra noxas externas, constituyendo el tipo de leucocito o glóbulo blanco más numeroso en la sangre.

## Clasificación
Los trastornos que se incluyen dentro de las dermatosis neutrofílicas son los siguientes:
- Síndrome de Sweet, conocido también por el nombre de dermatosis neutrofílica febril aguda.[4][5]
- Pioderma gangrenoso.
- Dermatosis neutrofílica del dorso de las manos.
- Hidrosadenitis neutrofílica ecrina. Suele presentarse en pacientes que realizan tratamiento quimioterápico con citarabina o daunorrubicina por leucemia mielógena aguda.
- Dermatosis pustular subcórna, también llamada enfermedad de Sneeddon-Wilkinson.
- Dermatitis neutrofílica reumatoide.
- Síndrome dermatosis-artritis asociado al intestino, también llamado BADAS por las iniciales de su denominación en inglés.
- Dermatosis neutrofílica crónica atípica con lipodistrofia y temperatura elevada, también conocida como síndrome CANDLE por las iniciales de su denominación en inglés (Chronic Atypical Neutrophilic Dermatosis wiht Lipodystrophy and Elevated temperature).
- Eritema elevatum diutinum.
- Absceso aséptico.[6]